# Xizangia
Xizangia är ett släkte av spindlar. Xizangia ingår i familjen plattbuksspindlar.
Släktet har fått sitt namn efter det kinesiska namnet på Tibet, Xizang.
Kladogram enligt Catalogue of Life:
| Xizangia | \| \| Xizangia linzhiensis \| \| \| \| \| \| Xizangia rigaze \| \| \| \| |
|          | \| \| Xizangia linzhiensis \| \| \| \| \| \| Xizangia rigaze \| \| \| \| |
|          | Xizangia linzhiensis                                                     |
|          |                                                                          |
|          | Xizangia rigaze                                                          |
|          |                                                                          |